# Ruszalka (Dvořák)

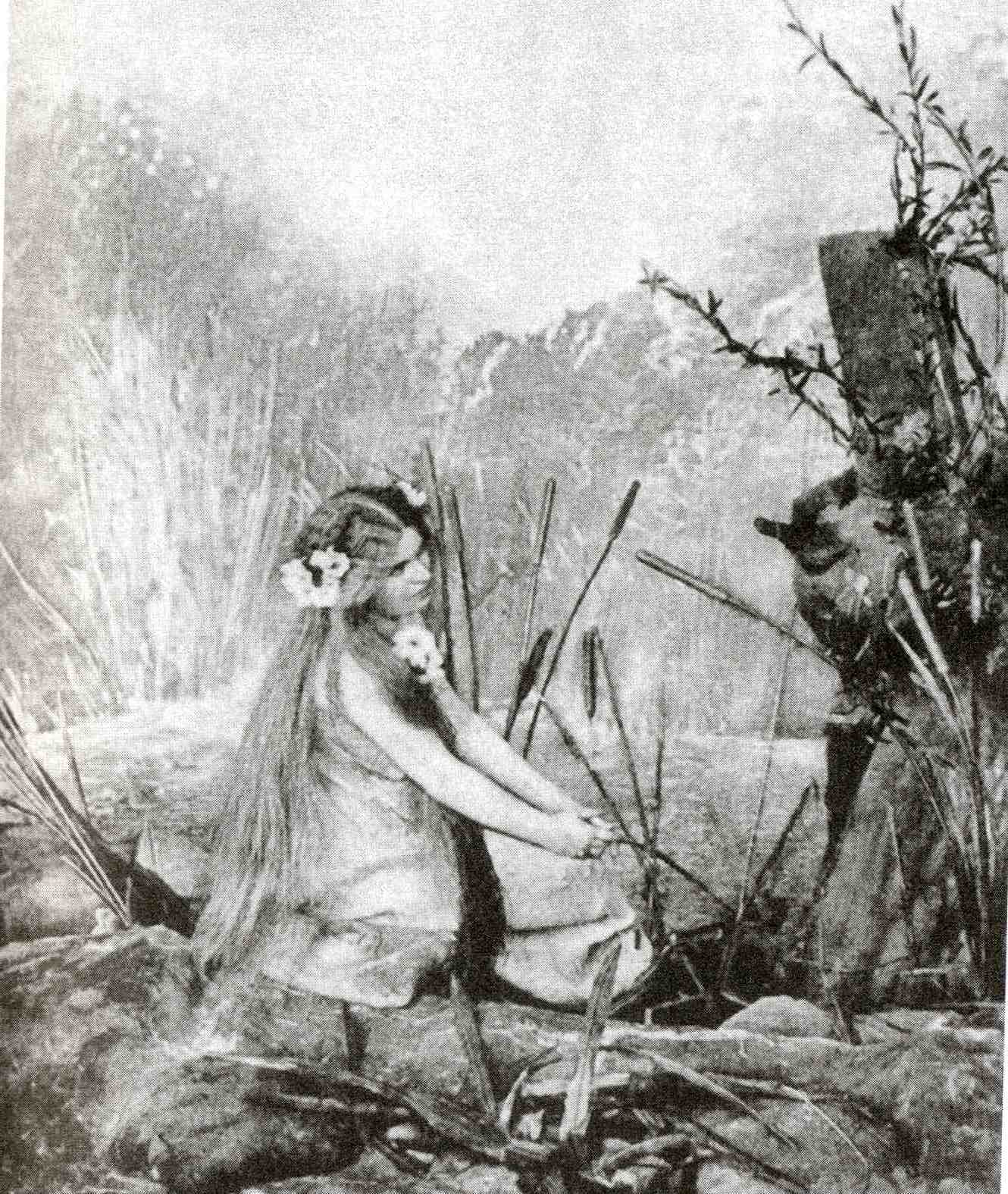
Růžena Maturová, az első Ruszalka

A Ruszalka Antonín Dvořák 1901-ben, Prágában bemutatott háromfelvonásos operája. Librettóját Jaroslav Kvapil írta.

## Az opera keletkezése
A Ruszalka szövegét Jaroslav Kvapil, a prágai Nemzeti Színház dramaturgja és rendezője írta, pedig nem is volt megrendelése szövegkönyv írására. Témáját a cseh folklórban is megtalálható kis hableány története adta, de ezen kívül több más forrást is felhasznált: az Undinét, Friedrich de la Motte Fouqué elbeszélését, Hans Christian Andersen egyik meséjét és Gerhart Hauptmann Elsüllyedt harangját. Amikor elkészült a szövegkönyvvel, azután kezdett zeneszerzőt keresni. Hallotta, hogy Dvořák – az Az ördög és Kata (Čert a Káča) bemutatója után – újabb opera írására készül, de nincs témája, ezért felkereste és felajánlotta neki a munkáját. A komponista 1895-ös hazaérkezése után már írt egy „vízi mese” témájú szimfonikus költeményt (A vízimanó), így megtetszett a téma. 1900. április 21-én kezdte a komponálást, igen gyorsan dolgozott, és november 27-re már kész is volt az operával.

## Szereplők
| Szereplő                | Hangfekvés                 | A bemutató (1901. március 31.) szereposztása (karmester: Karel Kovařovic) |
| ----------------------- | -------------------------- | ------------------------------------------------------------------------- |
| Ruszalka, vízitündér    | lírai szoprán              | Růžena Maturová                                                           |
| Herceg                  | lírai tenor                | Bohumil Pták                                                              |
| Az idegen hercegnő      | szoprán                    | Marie Kubátová                                                            |
| Vízi ember, vagy manó   | basszus                    | Kácsa Václav                                                              |
| Jezsibaba, a boszorkány | mezzoszoprán               | Růžena Vykoukalová-Bradáčová                                              |
| Erdőőr                  | tenor                      | Adolf Krössing                                                            |
| Vadász                  | bariton                    | František Šír                                                             |
| Kukta                   | szoprán                    | Vilemína Hájková                                                          |
| Nimfák                  | szoprán, mezzoszoprán, alt |                                                                           |

- Történik: mesebeli helyen és időben.
- Helyszín: I. felvonás: rét a tó partján; II. felvonás, a hercegi kastély parkja; III. felvonás: rét a tó partján.
- Zenekar: nagy együttes.
- Kórus: közepes együttes.
- Balett: komolyabb feladat (mindhárom felvonásban).
- Időtartam: két és fél óra.

## Cselekmény

### Első felvonás
Ruszalka, a vízitündér álmodozik a tóparton, arra vágyik, hogy igazi ember szerelme lehessen. A vízből kiemelkedő vízi ember meghallja szavait, és arra inti, hogy ha kívánsága megvalósulna, annak komoly következményei lennének. Beszélgetésüket kihallgatja a közelben tartózkodó boszorkány, és elmondja neki, melyek ezek a komoly következmények: Ruszalka sohasem beszélhet emberi kedveséhez, némaságot kell fogadnia, ha pedig valamiért mégis vissza akarna térni a vízi világba, az szerelme halálát jelentené. Ruszalka elmegy a boszorkánnyal, miközben megérkezik a herceg, aki vadászat közben megpihen a tóparton. Ruszalka előjön a boszorkány kunyhójából, a herceget elbűvöli szépsége, és boldogan öleli magához a néma lányt.

### Második felvonás
A hercegi kastély parkjában folynak az esküvő előkészületei, de a herceg nem érti kedvese némaságát. Az udvarba érkezik egy idegen hercegnő is, aki kiveti hálóját a hercegre, meg akarja szerezni magának. A vendégek között észrevétlenül megjelenik a vízi ember is, akinek Ruszalka elsírja bánatát. A herceg egyre hevesebben udvarol az idegen hercegnőnek, a Ruszalka-ügyet csak futó kalandnak mondja, sőt durván el is taszítja magától a sellőt. A vízi ember megjósolja a hercegnek szomorú sorsát, majd Ruszalkával együtt a tó vizébe merülnek.

### Harmadik felvonás
Hosszú évek teltek el, a megöregedett Ruszalka a tó partján sétál. A boszorkány szerint, ha késével megöli élete megrontóját, megszabadul az átoktól, élete ismét nyugalmas lesz. Ruszalka visszautasítja a boszorkány ajánlatát, eldobja a kést. Az eltelt időben a herceg életét is megrontotta az átok, gyötri a lelkiismeret-furdalás elhagyott kedvese miatt. Visszatér a tópartra és megpillantja Ruszalkát. Meg akarja csókolni, de a lány visszautasítja: a csók a halálát jelentené. A herceg azonban nem fél a haláltól, megcsókolja Ruszalkát, aki egy pillanatra átéli a vágyott emberi boldogságot, majd a férfi élettelenül esik össze. Ruszalka visszatér a vízi világba.

## Az opera színpadra állítása
Az operát 1901. március 31-én mutatták be a prágai Nemzeti Színházban. A darab, műfaji megjelölése szerint lírai mese, hatalmas sikert aratott a közönség körében, és a kritika is elismerte. Az ősbemutatót követően az operát bemutatták a világ számos operaszínpadán (Lipcse, Bécs, Berlin, New York, Párizs). A budapesti Opera az 1956/57-es évadban tűzte műsorára. Ezt követően 1976-ban hangzott még el az Operaházban, a Prágai Nemzeti Színház vendégjátéka alkalmából.
A mű máig az egyik legnépszerűbb cseh opera, Smetana Eladott menyasszonyával egyetemben.

## A zene
A Ruszalka zenéje – harmóniái, hangszerelése és formai felépítése terén – wagneri hatást mutat, de nem alkalmazza Wagner vezérmotívumos technikáját. Ugyanakkor dallamvilága egyértelműen nemzeti–népies eredetű, amit az opera több áriájában és egyéb részletében is meg lehet figyelni.
A Ruszalka késő romantikus zenekara: a vonós karon kívül két fuvola, egy pikoló, két oboa, egy angolkürt, két klarinét, egy basszusklarinét, két fagott, egy kontrafagott, öt kürt, három trombita, három harsona, egy tuba, ütősök és hárfa.
|  | Az opera legnépszerűbb áriája: Dal a Holdhoz (Měsíčku na nebi hlubokém). Énekel Ema Destinnová (Emmy Destinn) németül, 1915-ös felvételen. |

## CD-felvétel
Ruszalka – Gabriela Benacková, Herceg – Wieslaw Ochman, Boszorkány – Vera Soukupová, Az idegen hercegnő – Drahomira Drobková, Vízi ember – Richard Novák. Közreműködik: a Cseh Filharmónia zenekara, a Prágai Firharmonikusok kórusa, vezényel: Václav Neumann. A felvétel helye és ideje: Prága, Művészetek Háza, 1982. Kiadás: 1983, Supraphon 10 3641–2, 3 CD.